# Kazimierz Dzierżan
Kazimierz Dzierżan (ur. 14 grudnia 1936 w Bytomiu, zm. 28 lipca 2021) – polski zootechnik i działacz państwowy, wojewoda opolski (1983–1990). 

## Życiorys
W młodości uprawiał sport, był m.in. piłkarzem klubów: Wawel Wirek, Metal Kluczbork, a także koszykarzem Polonii Bytom, Wawelu Nowa Huta oraz Metalu Kluczbork. Ukończył studia w Wyższej Szkole Rolniczej w Krakowie. W 1984 uzyskał stopień doktora z dziedziny nauk rolniczych. Od lat 60. pracował jako zootechnik Państwowego Zakładu Unasieniania Zwierząt w Kluczborku, będąc w latach 1971–1976 dyrektorem placówki. Od 1976 do 1979 pełnił obowiązki zastępcy naczelnika (burmistrza) miasta i gminy Kluczbork. W 1981 przeniesiony do pracy w aparacie wojewódzkim PZPR, był w latach 1981–1983 sekretarzem KW ds. rolnictwa i członkiem egzekutywy Komitetu Wojewódzkiego. W 1983 został mianowany wojewodą opolskim, urząd pełnił do 1990. 
Odznaczony Krzyżem Kawalerskim Orderu Odrodzenia Polski, Złotym i Srebrnym Krzyżem Zasługi, Odznaką 1000-lecia Państwa Polskiego, a także Odznaką „Zasłużonemu Opolszczyźnie”. 